# The Beautiful People (wrestling)
The Beautiful People è una stable di wrestler, nella Total Nonstop Action Wrestling inizialmente formata da Velvet Sky e Angelina Love, in seguito formata da Velvet Sky, Lacey Von Erich e Madison Rayne a causa del licenziamento di Angelina Love. La loro gimmick le portò ad essere delle arroganti Barbie, il cui principale obiettivo come team era quello di imbarazzare chiunque altro nel roster in vari modi, basati sulla loro opinione che il loro aspetto fisico fosse superiore a tutti gli altri.

## Storia

### Velvet-Love Entertainment
Angelina Love e Velvet Sky fecero il loro debutto in TNA da face. Al pay per view Turning Point 2007 Angelina e Velvet parteciparono (col nome Velvet-Love Entertainment) ad un tag team match contro Roxxi e ODB. Dopo aver vinto il match, la stessa sera le due accorsero in aiuto di Gail Kim alla fine del suo match contro Awesome Kong. Assistettero la Kim di nuovo dopo un altro match contro la Kong nell'edizione di TNA Impact! del 6 dicembre e a Final Resolution 2008, sedando una rissa nel post-match. Nell'edizione di Impact! del 13 marzo attaccarono Roxxi, che resistette ai loro tentativi di cambiarle look, diventando così heel.

### The Beautiful People
Adottando la personalità di superficiali prime donne che detestavano chiunque loro ritenessero fisicamente non attraenti, Angelina e Velvet abbandonarono il nome Velvet-Love Entertainment ed adottarono quello di The Beautiful People. Le due aggiunsero poi un nuovo fattore nella loro gimmick, piazzando una busta di carta marrone sulla testa delle loro avversarie e molestando spesso l'intervistatrice Lauren.
A Lockdown 2008 entrambe parteciparono al primo Queen of the Cage match, che venne vinto da Roxxi Laveaux, schienando Angelina. Il duo partecipò al Make Over Battle Royal-Ladder Match di Sacrifice, dove la perdente avrebbe dovuto subire il taglio dei capelli. Gail Kim ottenne a Impact! l'immunità e la usò nella finale a due con Roxxi. Grazie all'immunità della Kim, nel caso della vittoria di Roxxi, l'ultima eliminata prima della finale avrebbe subito il taglio dei capelli e questa era Angelina. La Love interferì alla fine del match, causando la sconfitta di Roxxi e il conseguente taglio dei capelli di questa, intensificando il feud tra The Beautiful People e il resto delle Knockout. Nell'edizione di Impact! del 5 giugno, Mickie Knuckles (che più tardi avrebbe preso il nome Moose) debuttò come loro alleata e le tre presero parte ad un 6-women tag team match contro la Kim, ODB e la Laveaux a Slammiversary 2008, dal quale però uscirono sconfitte. Moose non combatté più al loro fianco, decidendo di gareggiare singolarmente. Angelina e Velvet divennero quindi parte dei Bad Guys insieme a Kurt Angle, a Tomko e al Team 3D.

#### Alleanza con Cute Kip
All'Impact! del 14 agosto Kip James iniziò a comparire con le ragazze come loro nuovo fashionist, col nome di Cute Kip. Il trio allora rinnovò il feud della Love con ODB e cominciò un altro feud con Taylor Wilde, con Rhino al fianco delle due per contrapporsi alla presenza di Cute Kip con The Beautiful People. Il feud terminò con la sconfitta degli heel in un match contro ODB, Rhaka Khan e Rhino a Bound for Glory IV. Iniziarono quindi un feud con Christy Hemme. Il trio la attaccò nel backstage per aver rubato loro spazio in un segmento. Nelle settimane successive The Beautiful People ebbero diversi match contro la Hemme. Booker T in seguito assunse The Beautiful People per proteggere sua moglie Sharmell in un match contro ODB e in un 6-women tag team match contro ODB, Taylor Wilde e Roxxi, che però persero.
Attraverso il sito internet dell TNA venne annunciato che la compagnia aveva esteso un invito al senatore Sarah Palin per aggiungersi alla stable. La Palin rifiutò l'offerta e venne presentata in un'edizione di Impact! una sua sosia. Era chiaro a tutti, incluso Kip, che non si trattasse della Palin, ma non ad Angelina e Velvet. Nell'episodio successivo di Impact! la falsa Palin ritornò in TNA ed invitò le ragazze a visitare la Casa Bianca con lei. Kip tentò di far capire alle due che le stesse imbrogliando, senza però riuscirci. Kip abbandonò con frustrazione il gruppo, dopo essere stato sostituito dalle make up artist della fake Palin. Nell'edizione di Impact! del 15 gennaio, dopo che le due ragazze firmarono i contratti per entrare nel cabinet della “Palin”, Taylor Wilde e Roxxi rivelarono che quella non era Sarah Palin, ma una sosia assunta da loro per vendicarsi dell'umiliazione che The Beautiful People aveva inflitto a tutta la divisione femminile. Roxxi e la Wilde allora procedettero ad infangarle. Nelle settimane successive Angelina e Velvet pianificarono delle vendette, sia contro la falsa Palin, sia contro Roxxi e la Wilde. Kip venne riammesso nel gruppo.

#### Mi Pi Sexy
Nell'Impact! del 12 marzo, Madison Rayne, che interferì in favore di Angelina e Velvet, venne presentata come nuovo componente di The Beautiful People. La Love e la Sky annunciarono che con l'aggiunta di Madison, loro dovrebbero essere chiamate anche Mi Pi Sexy. La Rayne perse il suo match d'esordio contro Taylor Wilde, ma The Beautiful People esigettero una rivincita, che venne accordata per Destination X 2009 contro la Wilde, Roxxi e The Governor, nel quale match però vennero sconfitte. Cute Kip venne estromesso dal gruppo, come affermò la Sky, dicendo che Kip era in prova e che non l'aveva superata.
Negli episodi successivi di Impact! il trio iniziò un feud con la campionessa femminile Awesome Kong, riaggiungendo il fattore taglio di capelli alla loro gimmick. Angelina Love affrontò Taylor Wilde e la Kong in un three way dance per il titolo femminile a Lockdown, dove la Love uscì vincitrice e conquistò il titolo. Dopo che la Kong batté sia Velvet che Madison in due Stretcher match, Cute Kip ritornò sugli schermi sfidandola in un ulteriore Stretcher match, solo per subire la stessa sorte delle sue compagne di squadra. Nell'Impact! del 28 maggio Angelina ripeté che Kip era fuori dalla stable. In seguito la Love indisse un open challenge che venne accettato dalla debuttante Tara, che attaccò le tre Beautiful People. Angelina difese con successo il titolo contro Tara a Slammiversary 2009. Nell'edizione di Impact! del 9 luglio, dopo che in un post-match della settimana precedente Velvet subì un'umiliazione da Tara (Tara appoggiò sul corpo di Velvet la sua tarantola), la Sky inveì contro Angelina dicendo che non era il suo burattino e che se non l'avesse aiutata quella sera, lei sarebbe uscita da The Beautiful People. Quella stessa sera ci fu un match fra Tara e Velvet, vinto dalla prima, che cercò di nuovo di utilizzare la tarantola, ma Angelina, per salvare Velvet, accettò di mettere in palio il proprio titolo in quello stesso momento. Nel seguente match, Tara sconfisse la Love e conquistò il titolo femminile. Nel rematch, combattuto a Victory Road, Angelina Love riconquistò il titolo per una svista arbitrale. L'arbitro Slick Johnson si scusò con Tara per l'errore commesso, ma lo stesso arbitro venne più tardi trovato da l'intervistatrice Lauren uscire dallo spogliatoio insieme a Madison Rayne. Ad Hard Justice la Love perse la cintura per mano di ODB, dopo che Cody Deaner schienò Velvet Sky in un tag team match valevole per il titolo. A fine match, Angelina chiese spiegazioni a Velvet, che le disse che la colpa della sconfitta era da imputare a Madison Rayne, che le aveva spruzzato lo spray negli occhi. Madison cercò di difendersi, dicendo di non averlo fatto volontariamente, ma le due cercarono di attaccarla, fermate dall'arbitro. Nell'edizione successiva di Impact! la Love e la Sky annunciarono che la Madison era fuori da The Beautiful People. In un match della sera stessa, Angelina sconfisse Madison e, insieme a Velvet, umiliò la ex compagna.
Durante il torneo che proclamò le prime TNA Knockouts Tag Team Champions Angelina Love e Velvet Sky al primo turno dovettero sfidare Madison Rayne e una partner misteriosa, che poi si rivelò essere Roxxi, e The Beautiful People ebbero la meglio. Nell'edizione successiva di Impact!, le due affrontarono Tara e Christy Hemme; durante il match Madison Rayne si presentò a bordo ring, apparentemente, per colpire Velvet con lo spray. Tuttavia Madison colpì Christy e The Beautiful People ottennero la vittoria, conquistando il match per il titolo di coppia per il PPV No Surrender. Alla fine del match Madison salì sul ring e mostrò alle vincitrici un sacchetto con sopra stampato la sua faccia e con la scritta I'm sorry e Angelina e Velvet riaccolsero la ragazza nella stable.

#### Le nuove Beautiful People
A No Surrender venne annunciato il licenziamento da parte della TNA per Angelina Love e quindi la stable risulta formata solo da Velvet e Madison, che persero il match per i titoli contro Sarita e Taylor Wilde. Nell'Impact! del 1º ottobre le due si scusarono col pubblico per i loro trascorsi, dicendo che era tutta colpa di Angelina, e chiesero a Sarita e Taylor Wilde una leale rivincita a Bound for Glory; ma dopo aver stretto la mano alle avversarie, le attaccarono. Quando le campionesse iniziarono ad avere la meglio, in soccorso delle Beautiful People accorse una nuova Knockout, Lacey Von Erich, che divenne membro della stable. Le tre fecero il loro debutto sul ring insieme battendo Awesome Kong, Tara e ODB, ma persero il match per i titoli a Bound for Glory contro Sarita & Taylor Wilde. Il 22 ottobre iniziarono ad andare in onda dei segmenti nel backstage che le tre dissero facenti parte del loro reality show The Meanest Girls, chiaro riferimento al film Mean Girls. Nell'episodio pilota le tre attaccarono Sarita e Taylor Wilde ad un catering ed iniziarono con le due una "food-fight", nella quale ebbero la meglio. Il 5 novembre attaccarono ODB e riuscirono ad ottenere un match a Turning Point: un six-women tag team match tra le Beautiful People da una parte e ODB, Sarita e Taylor Wild dall'altra; se le heel avessero vinto, si sarebbero appropriate sia dei TNA Knockout Tag Team Titles sia del TNA Women's Knockout Title. Tuttavia al pay-per-view ODB, con uno schienamento su Madison Rayne, portò a casa la vittoria per il suo team.
Il 14 gennaio 2010 le Beautiful People ritrovarono una faccia conosciuta: infatti nel pubblico di Impact! era presente Angelina Love, che osservò il loro incontro. Dopo il match Angelina attaccò Velvet Sky e Lacey Von Erich, dicendo a Velvet che era stato un grande errore provare a mettere qualcuno al suo posto. Nelle settimane successive continuarono gli scontri tra le Beautiful People e Angelina Love, spesso aiutata da Tara, con alterne fortune. L'8 marzo venne indetto un Triple Threat Tag Team Match per i vacanti titoli di coppia: si affrontarono Sarita & Taylor Wilde, Angelina Love & Tara e Velvet Sky & Madison Rayne. Grazie all'interferenza di Daffney a discapito di Tara, Madison riuscì a schienare quest'ultima e quindi lei e Velvet vinsero il match. Venne dichiarata campione di coppia l'intera stable, quindi il titolo verrà difeso con la Freebird rule. A Lockdown, inoltre, Madison Rayne diventa Knockout's Champion. Il Giorno dopo Lockdown, Velvet Sky e Lacey Von Erich difendono i titoli di coppia contro ODB e Shannonn Spruill. Il 26 aprile Madison Rayne batte Tara e Angelina Love e conserva il Knockout's Champion. La settimana seguente tutti i titoli femminili vengono messi in palio e le Beautiful People conservano gli allori battendo Sarita, Taylor Wilde e Tara. A TNA Sacrifice 2010 la Rayne mette in palio la cintura contro Tara che mette in palio la sua carriera, la Rayne ne esce vincente e di conseguenza conserva il titolo. Nella puntata del 20 maggio, Madison perde un Non Title Match contro la rientrante Roxxi. A Slammiversary Madison vince un Title vs Career Match contro Roxxi e di conseguenza mette fine all carriera di quest'ultima. Il 17 giugno Lacey Von Erich vince un match per squalifica contro la rientrante Angelina Love che connette un DDT sulla sedia a sfavore della Von Erich. La stessa sorte spettarà a Velvet Sky la settimana seguente. A questo punto iniziano ad esserci delle tensioni all'interno delle Beautiful People. Il primo luglio Madison vince in un Non Title Match contro Taylor Wilde, a fine match viene attaccata da Angelina Love. La settimana seguente Madison sfida la Love a mettere la sua carriera in palio a Victory Road, la Love accetta ma ad una condizione, se qualunque membro delle Beautiful People interverrà nel match Madison perderà il match ed anche la cintura, Madison accetta. A Victory Road l'interferenza di una sconosciuta motociclista Madison perde il titolo a favore di Angelina Love. Due settimane dopo la cintura ritorna nelle mani di Madison Rayne, per l'assenza di prove che stavano a testimoniare che la motociclista misteriosa fosse uno dei componenti delle Beautiful People. Il 5 agosto Lacey e Velvet perdono i titoli di coppia a favore di Taylor Wilde e Hamada, a causa dell'intervento della motociclista misteriosa. La settimana seguente Madison Rayne perde il titolo contro Angelina Love. A questo punto le Beautiful People si allontanano del tutto. Il 19 agosto Madison Rayne, accompagnata dalla misteriosa motociclista, perde un match titolato contro la Love, accompagnata dall'amica di sempre, Velvet Sky.

#### Il ritorno delle originali Beautiful People
Il 26 agosto le Beautiful People si riuniscono definitivamente in un segmento il quale viene interrotto da Madison Rayne e la motociclista misteriosa. La settimana seguente Angelina Love e Velvet Sky perdono un match contro Madison e la motociclista che a fine match rivela la sua identità, ovvero Tara. A No Surrender, Velvet Sky accompagnata dalla campionessa femminile Angelina Love, batte Madison Rayne accompagnata da Tara. Il 16 settembre Angelina Love e Velvet Sky corrono in soccorso di Lacey Von Erich attaccata da Tara e Madison, quest'ultima accusa la Von Erich di aver perso il match contro Taylor Wilde e Hamada. A questo punto Lacey continua a far parte delle Beautiful People infatti la settimana seguente prende parte in un match, affiancata da Velvet Sky, con in palio i titoli di coppia, contro le campionesse in carica Taylor Wilde e Hamada, le due bionde ne escono sconfitte a causa dell'intervento di Madison Rayne che attacca Lacey. Il 7 ottobre Angelina Love e Velvet Sky vincono un match contro Tara e Madison, la stipulazione di questo match prevedeva che il team vincente poteva usare il nome Beautiful People e la musica di ingresso. A fine incontro viene stipulato un match per Bound For Glory, ovvero un Fatal 4 Way Match con il titolo in palio, ovvero la campionessa in carica Angelina Love se la vedrà contro: Velvet Sky, Madison, Rayne e Tara e l'arbitro speciale per questo match sarà la debuttante Mickie James. A Bound For Glory Angelina perde il titolo a favore di Tara. Il 14 ottobre le Beautiful People sono protagoniste in un segmento con J-Woow del Jersey Shore e Cookie. Poche settimane dopo Lacey Von Erich lascia la compagnia. Il 28 ottobre le Beautiful People affiancate da Mickie James, vengono battute da Tara, Madison Rayne e Sarita, con quest'ultima che schiena Velvet Sky. La settimana seguente la Sky viene schienata ancora una volta da Sarita in un One on One Match. Il 18 novembre Angelina perde un #1 contender match contro Mickie James. Sette giorni dopo Angelina Love viene schienata da Sarita in un 3 Way Non Title Match, che vedeva protagonista anche la campionessa, Madison Rayne. La settimana seguente le Beautiful People battono Daffeny e Sarita nella semifinale per i titoli di coppia. Il 23 dicembre Sarita attacca Velvet Sky nel backstage e quindi Angelina Love è costretta a combattere da sola contro Madison Rayne e Tara nel match che coronerà le nuove campionesse di coppia. Durante il match Winter interviene come tag team partner a favore di Angelina Love. Il match si conclude con Angelina e Winter che conquistano i titoli di coppia. Velvet Sky non prende bene la vicenda. La settimana seguente Velvet perde uno Strap Match contro Sarita. Il 6 gennaio 2011 Velvet sky e Mickie james perdono un match contro Madison Rayne e Sarita, con quest'ultima che schiena Velvet. La settimana seguente Velvet dice as Angelina che non è molto contenta della sua condivisione del titolo di coppia con Winter, subito dopo Winter e Angelina difendono i loro titoli contro Madison Rayne e Tara. Il 20 gennaio Velvet Sky prende parte ad un Fatal 4 Way Match e ne esce sconfitta. Sette giorni dopo Angelina Love è l'unica a sopravvivere in un Elimination Tag Team Match. Nello stesso giorno Winter attacca Velvet. Il 10 febbraio Velvet viene schienata dalla debuttante Rosita durante il match che vede le Beautiful People, Mickie James e Winter vedersela con Madison Rayne, Tara, Sarita e Rosita. La settimana dopo Velvet viene schienata nuovamente da Sarita in un match di coppia tra le Beautiful People e Sarita affiancata da Rosita. Due settimane dopo sarà Velvet a vincere un One on One match contro Sarita, a fine match Angelina Love e Velvet Sky vengono attaccate da Angelina del Jersey Shore e Cookie. La settimana seguente le Beautiful People Affiancate da Winter vincono contro Angelina del Jersey Shore, Cookie e Sarita, accompagnata da Rosita. Il 13 marzo Angelina e Winter perdono i titoli di coppia a favore di Sarita e Rosita e Winter attribuisce la sconfitta all'intervento di Velvet durante il match. La settimana seguente Angelina prende parte ad un Six person Tag Team Match con Winter e Matt Morgan al suo fianco e se la vedono contro Sarita, Rosita e Hernandez. Il team di Angelina ne esce vincente. Il 31 marzo Winter batte Velvet Sky, durante il match interviene Angelina sullo stage quasi come se fosse in trans. Il 7 aprile Velvet e Angelina perdono un match con in palio i titoli di coppia contro Sarita e Rosita, durante il match Angelina lascia sola sul ring Velvet e lei torna ne backstage con Winter. Il 14 aprile Angelina attacca Velvet Sky. Due settimane dopo Angelina, accompagnata da Winter, vince un One on One match contro Velvet Sky. Il 5 maggio Velvet Sky e Kurt Angle battono Angelina Winter e Jeff Jarrett. Due settimane dopo Velvet batte Angelina. A questo punto le Beautiful People si sciolgono definitivamente.

### L'uscita di Angelina Love e di Velvet Sky - Ritorno Delle Beautiful People nella FWE
Nel giugno 2012 viene confermato l'uscita di Angelina Love da parte della TNA, a chiederlo è la stessa Love. Nel luglio dello stesso anno, dopo molte indiscrezioni anche Velvet Sky lascia la compagnia, dopo la scadenza del suo contratto non ha voluto rinnovarlo. Il 5 ottobre si tiene nella FWE un match di coppia che vedrà le riunite Beautiful People contro Winter e la campionessa Maria Kanellis.

## Nel wrestling

### Membri originali della stable
- Velvet Sky (dal 2007–2011)
- Angelina Love (dal 2007–2009 2010–2011)

### Membri passati della stable
- Madison Rayne (2009-2010)
- Cute Kip (2008-2009)
- Lacey Von Erich (2009-2010)

### Finisher e trademark move
- Makeover (combinazione di Russian Legsweep di Velvet Sky e Running Bicycle Kick di Angelina Love)
- Hollering Elbow (Double Elbow Drop)
- Double straight jacket spleeper slam

### Musiche d'entrata
- "Angel On My Shoulder" di Dale Oliver

### Titoli e riconoscimenti
- Total Nonstop Action Wrestling
  - TNA Knockouts Tag Team Championship - 1 volta Velvet Sky, Madison Rayne e Lacey Von Erich - 1 volta Angelina Love & Winter
  - TNA Knockouts World Championship - 5 volte Angelina Love, 3 volte Madison Rayne